# Tramitichromis
Tramitichromis é um género de peixe da família Cichlidae.

## Espécies
- Tramitichromis brevis Boulenger, 1908
- Tramitichromis intermedius Trewavas, 1935
- Tramitichromis lituris Trewavas, 1931
- Tramitichromis trilineatus Trewavas, 1931
- Tramitichromis variabilis Trewavas, 1931